# Микроскоп

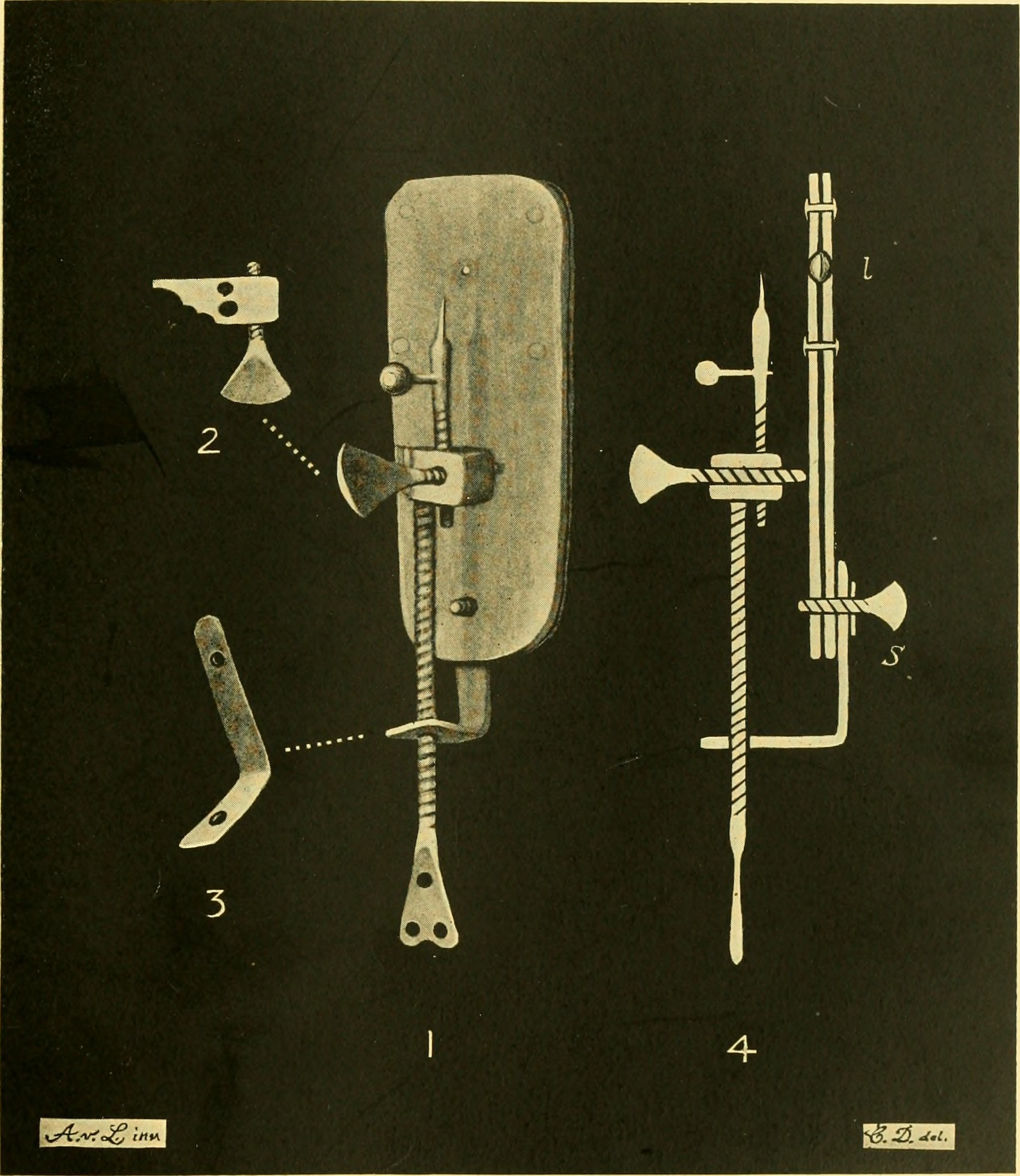
Микроскоп Левенгука XVII века с увеличением до 30x.

Микроско́п ( μικρός «маленький» + σκοπέω «смотрю») — оптический прибор, предназначенный для получения увеличенных изображений, а также измерения объектов или деталей структуры, невидимых или плохо видимых невооружённым глазом.
Совокупность технологий и методов практического использования микроскопов называют микроскопией.

## История создания
Первые микроскопы, изобретённые человечеством, были оптическими, и первого их изобретателя не так легко выделить и назвать. Возможность скомбинировать две линзы так, чтобы достигалось большее увеличение, впервые предложил в 1538 году итальянский врач Дж. Фракасторо. Самые ранние сведения о микроскопе относят к 1590 году и городу Мидделбург, что в Зеландии, и связывают с именами Иоанна Липперсгея (который также разработал первый простой оптический телескоп) и Захария Янсена, которые занимались изготовлением очков. Чуть позже, в 1624 году, Галилео Галилей представляет свой составной микроскоп, который он первоначально назвал «оккиолино» (occhiolino итал. — маленький глаз). Годом спустя его друг по Академии Джованни Фабер предложил для нового изобретения термин микроскоп.

## Разрешающая способность
Разрешающая способность микроскопа — это способность выдавать чёткое раздельное изображение двух близко расположенных точек объекта. Степень проникновения в микромир, возможности его изучения зависят от разрешающей способности прибора. Эта характеристика определяется прежде всего длиной волны используемого в микроскопии излучения (видимое, ультрафиолетовое, рентгеновское излучение). Фундаментальное ограничение заключается в невозможности получить при помощи электромагнитного излучения изображение объекта, меньшего по размерам, чем длина волны этого излучения.
«Проникнуть глубже» в микромир возможно при применении излучений с меньшими длинами волн.

## Классификация
| Группа                                                  | Макс. достигнутое разрешение | Виды |
| ------------------------------------------------------- | ---------------------------- | --- |

Иллюстрация работы различных микроскопов

| Оптические микроскопы                                   | около 2*10−7 м               | - Ближнепольный оптический микроскоп - Конфокальный микроскоп - Двухфотонный лазерный микроскоп - Флуоресцентная микроскопия |
| Электронные микроскопы                                  | 3,9 *10−11 м                 | - Просвечивающий электронный микроскоп - Растровый электронный микроскоп                                                     |
| Сканирующий зондовый микроскоп                          |                              | - Сканирующий атомно-силовой микроскоп - Сканирующий туннельный микроскоп                                                    |
| Рентгеновские микроскопы                                | около 5 *10−9 м              | - Рентгеновские микроскопы отражательные - Рентгеновские микроскопы проекционные - Лазерный рентгеновский микроскоп (XFEL)   |
| Дифференциальный интерференционно-контрастный микроскоп |                              | |

### Оптические микроскопы

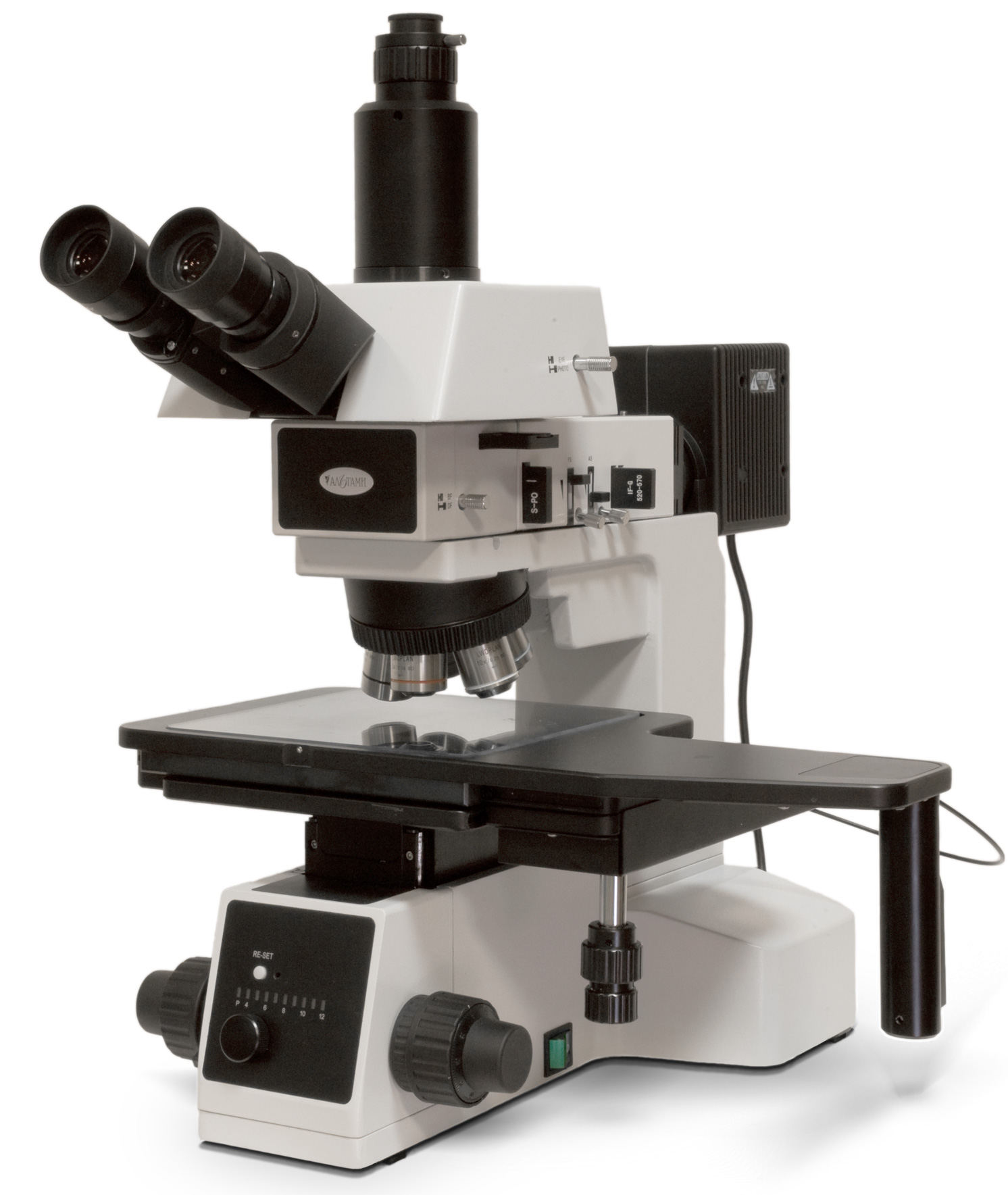
Современный металлографический микроскоп Альтами МЕТ 3М

Человеческий глаз представляет собой естественную оптическую систему, характеризующуюся определённым разрешением, то есть наименьшим расстоянием между элементами наблюдаемого объекта (воспринимаемыми как точки или линии), при котором они ещё могут быть отличны один от другого. Для нормального глаза при удалении от объекта на т. н. расстояние наилучшего видения (D = 250 мм), среднестатистическое нормальное разрешение составляет ~0,2 мм. Размеры микроорганизмов, большинства растительных и животных клеток, мелких кристаллов, деталей микроструктуры металлов и сплавов и т. п. значительно меньше этой величины.
До середины XX века работали только с видимым оптическим излучением, в диапазоне 400—700 нм, а также с ближним ультрафиолетом (люминесцентный микроскоп). Оптические микроскопы не могли давать разрешающей способности менее полупериода волны опорного излучения (диапазон длин волн 0,2—0,7 мкм, или 200—700 нм). Таким образом, оптический микроскоп способен различать структуры с расстоянием между точками до ~0,20 мкм, поэтому максимальное увеличение, которого можно было добиться, составляло ~2000 крат.

### Электронные микроскопы

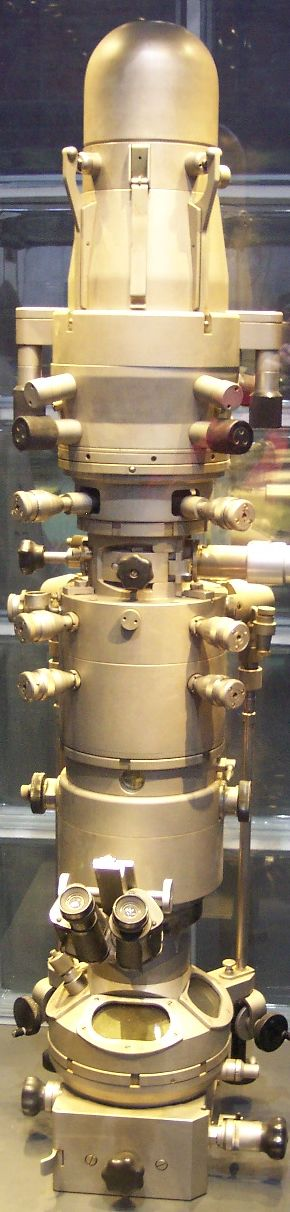
Электронный микроскоп. Модель 1960-х годов

Пучок электронов, которые обладают свойствами не только частицы, но и волны, может быть использован в микроскопии.
Длина волны электрона зависит от его энергии, а энергия электрона равна {\displaystyle E=Ve}, где {\displaystyle V} — разность потенциалов, проходимая электроном, {\displaystyle e} — заряд электрона. Длины волн электронов при прохождении разности потенциалов 200 000 В составляет порядка 0,1 нм. Электроны легко фокусировать электромагнитными линзами, так как электрон — заряженная частица. Электронное изображение может быть легко переведено в видимое.
Разрешающая способность электронного микроскопа в 1000—10 000 раз превосходит разрешение традиционного светового микроскопа и для лучших современных приборов может быть меньше одного ангстрема.

### Сканирующие зондовые микроскопы
Сканирующие зондовые микроскопы (СЗМ) — класс микроскопов, основанных на сканировании поверхности зондом. На СЗМ изображение получают путём регистрации взаимодействий между зондом и поверхностью. На данном этапе развития возможно регистрировать взаимодействие зонда с отдельными атомами и молекулами, благодаря чему СЗМ по разрешающей способности сопоставимы с электронными микроскопами, а по некоторым параметрам превосходят их.

### Рентгеновские микроскопы
Рентге́новский микроско́п — устройство для исследования очень малых объектов, размеры которых сопоставимы с длиной рентгеновской волны. Основан на использовании электромагнитного излучения с длиной волны от 0,01 до 1 нанометра.
Рентгеновские микроскопы по разрешающей способности находятся между электронными и оптическими микроскопами. Теоретическая разрешающая способность рентгеновского микроскопа достигает 2-20 нанометров, что на порядок больше разрешающей способности оптического микроскопа (до 150 нанометров). В настоящее время существуют рентгеновские микроскопы с разрешающей способностью около 5 нанометров.

## Микроскопы до XX века

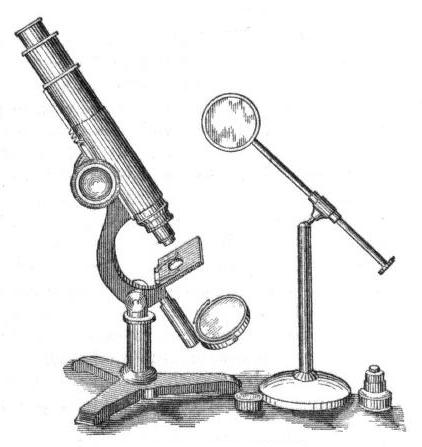
Микроскоп, 1876 год
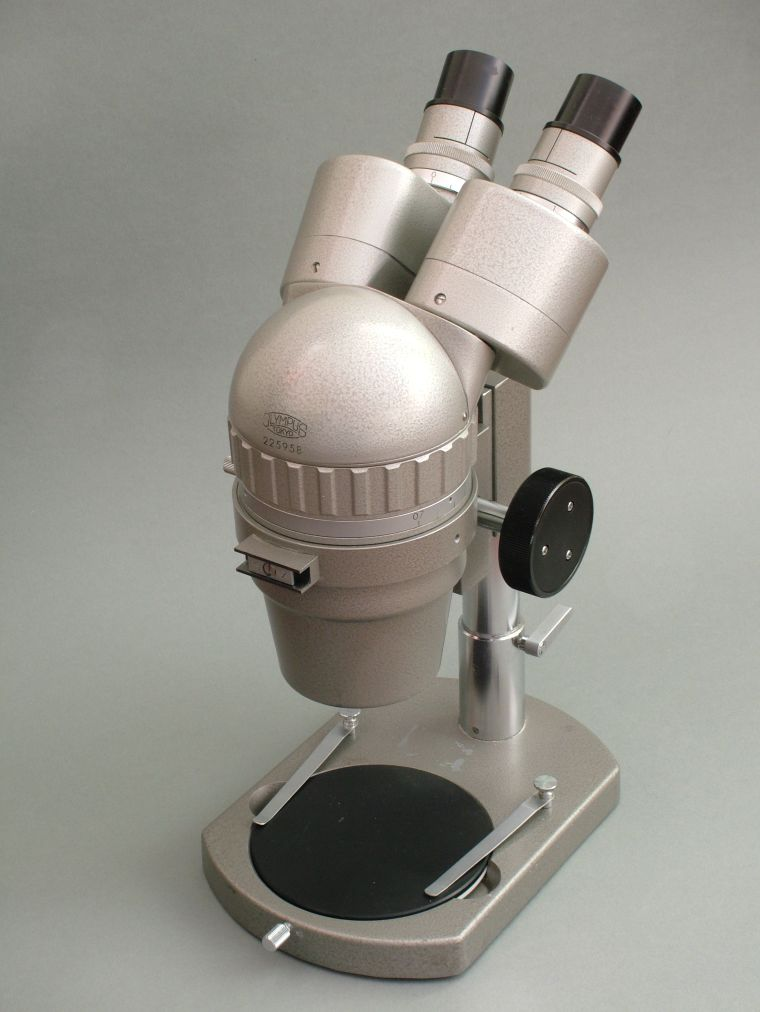
Бинокулярный (стерео) микроскоп Olympus_SZIII Stereo microscope. Модель 1970-х годов
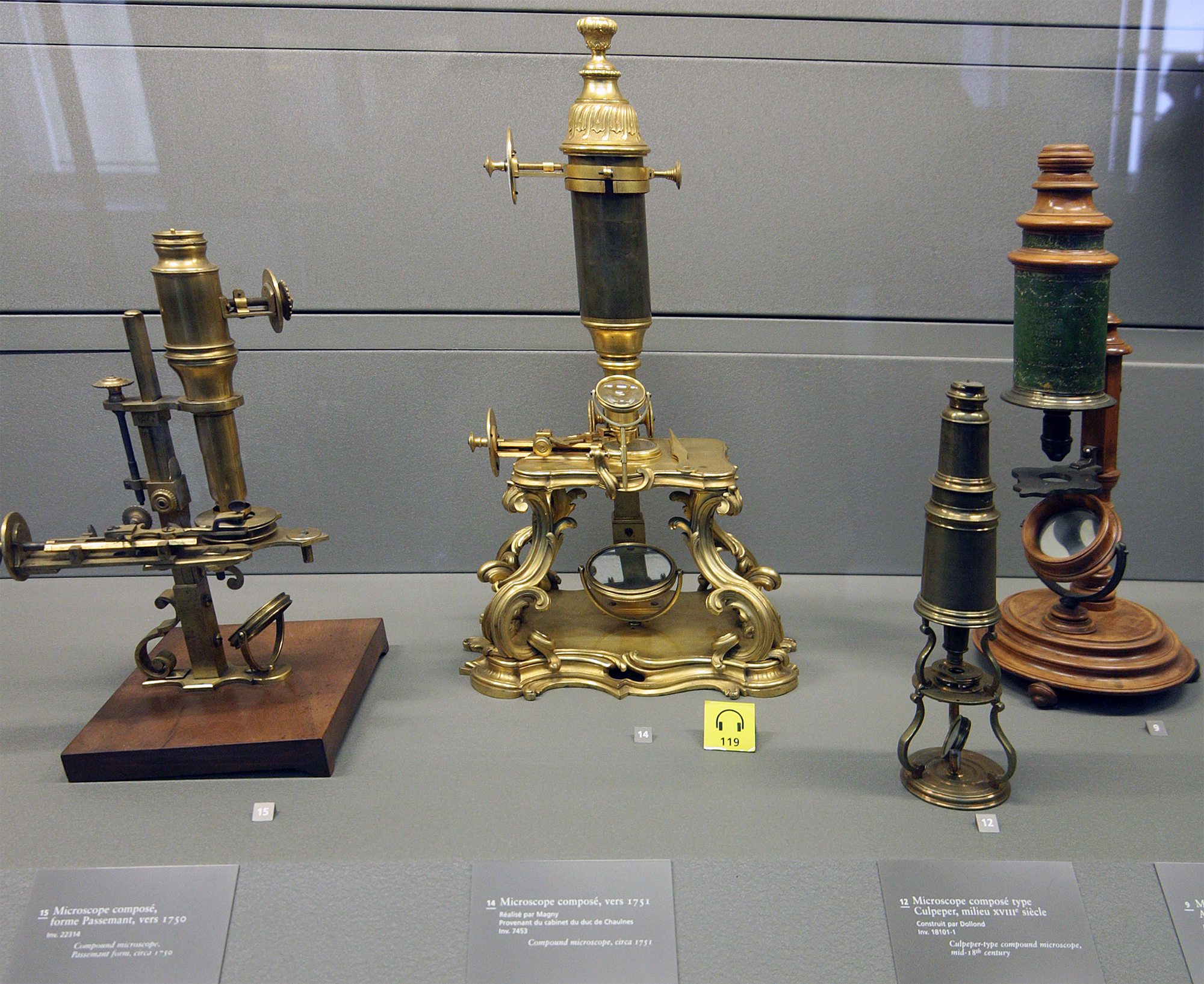
Микроскопы XVIII века
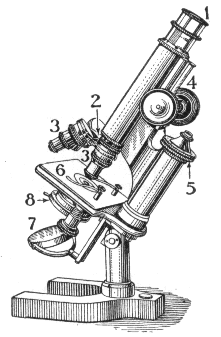
Рисунок микроскопа из английского словаря 1911 года. 1 — окуляр; 2 — револьвер для смены объективов; 3 — объектив; 4 — кремальера для грубой наводки; 5 — микрометрический винт для точной наводки; 6 — предметный столик; 7 — зеркало; 8 — конденсор

## Галерея оптических микроскопов

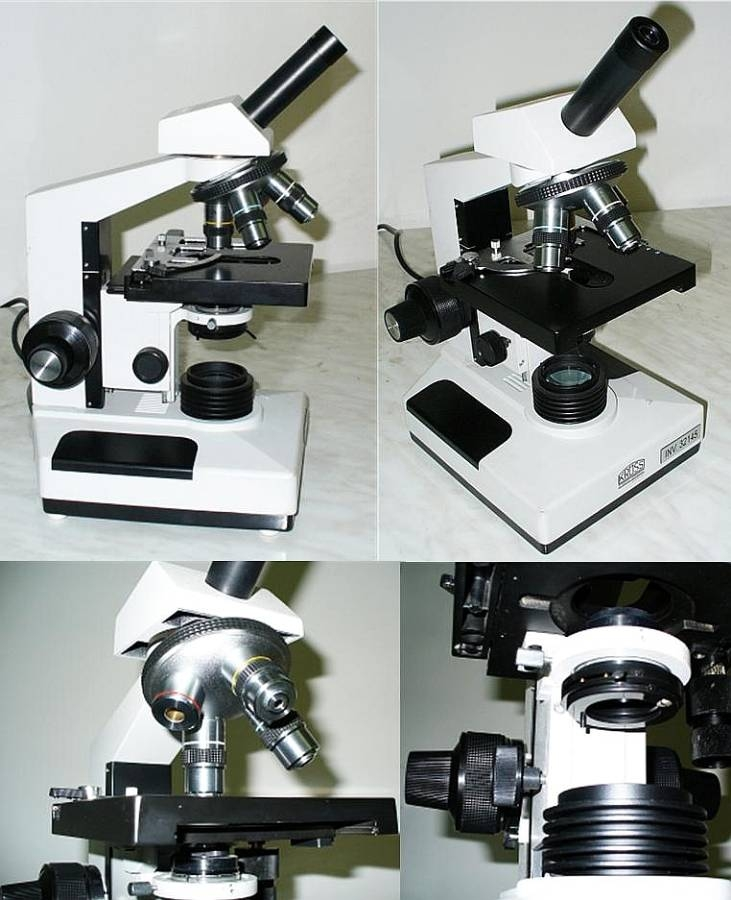
Лабораторные микроскопы
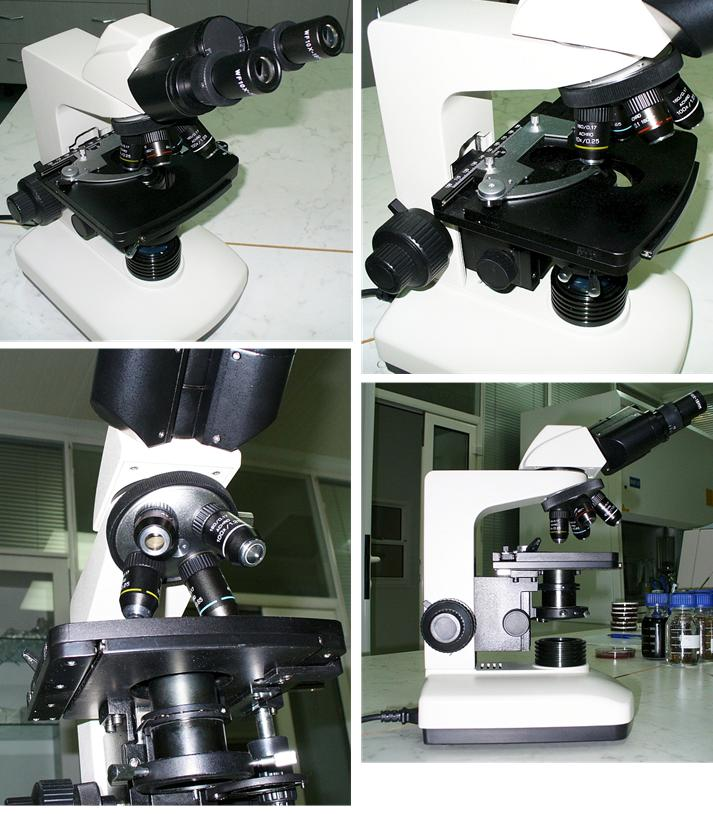
Бинокулярные лабораторные микроскопы
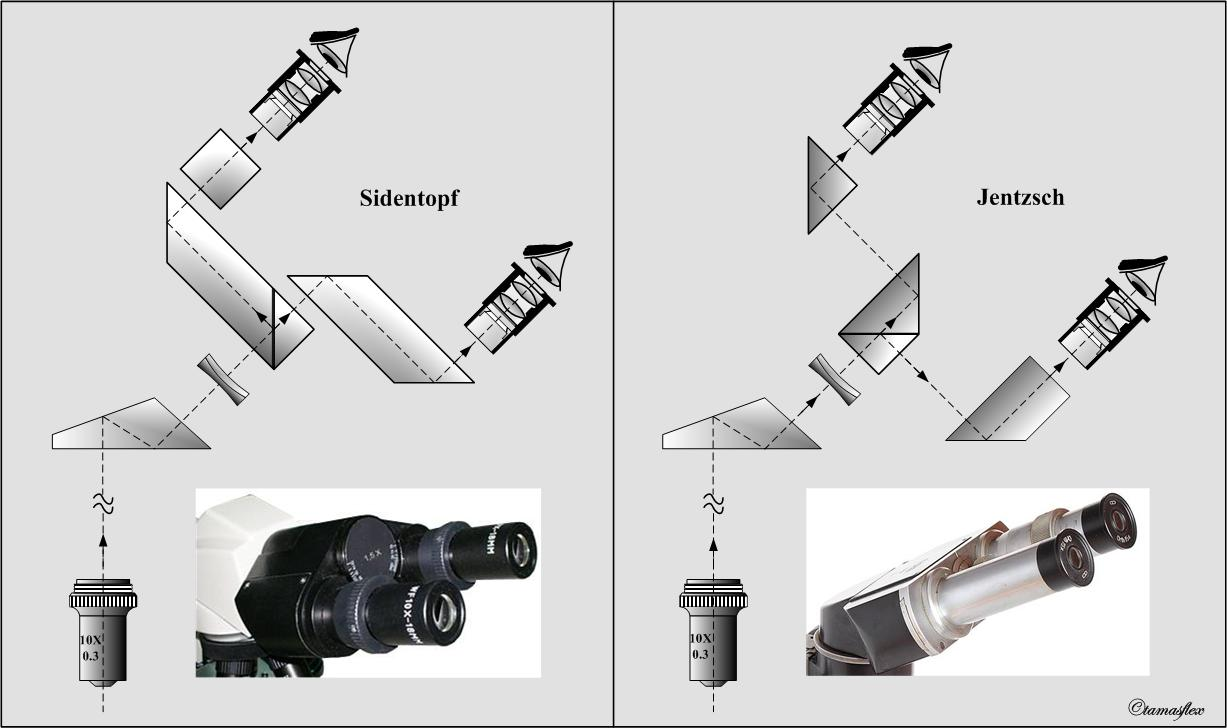
Оптическая схема бинокулярной насадки микроскопа
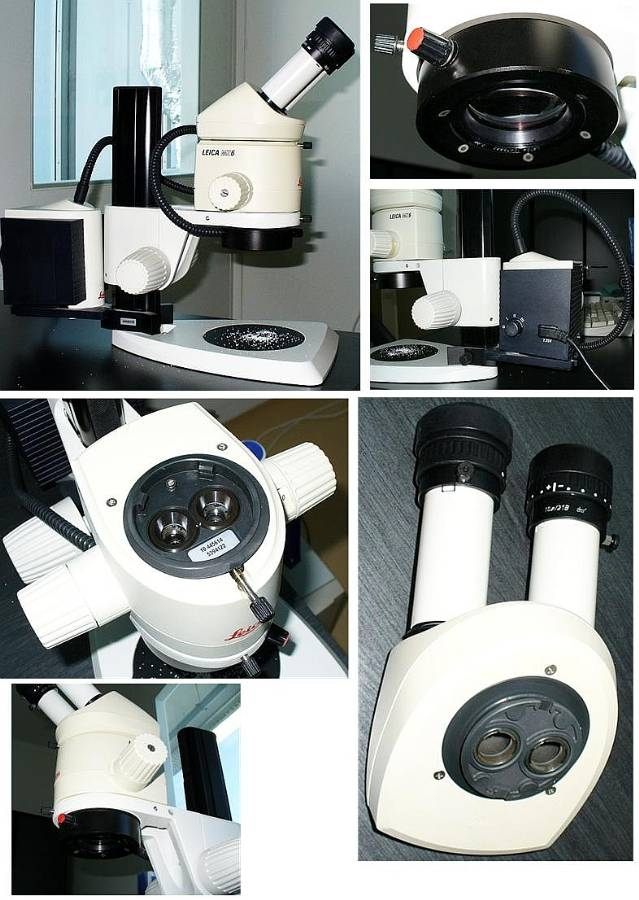
Стереоскопический микроскоп
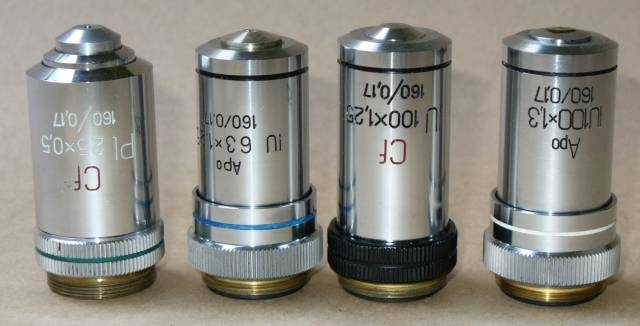
Микроскопические объективы
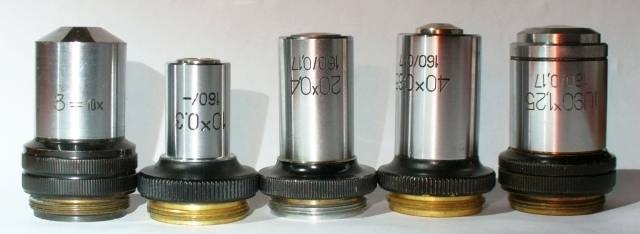
Микроскопические объективы
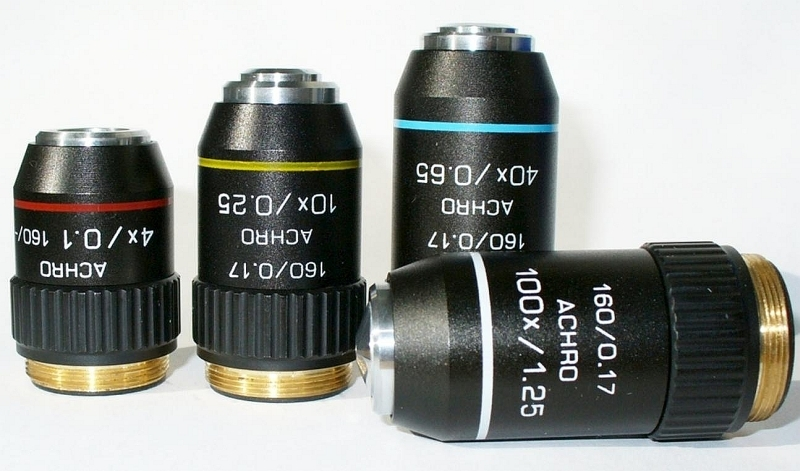
Микроскопические объективы
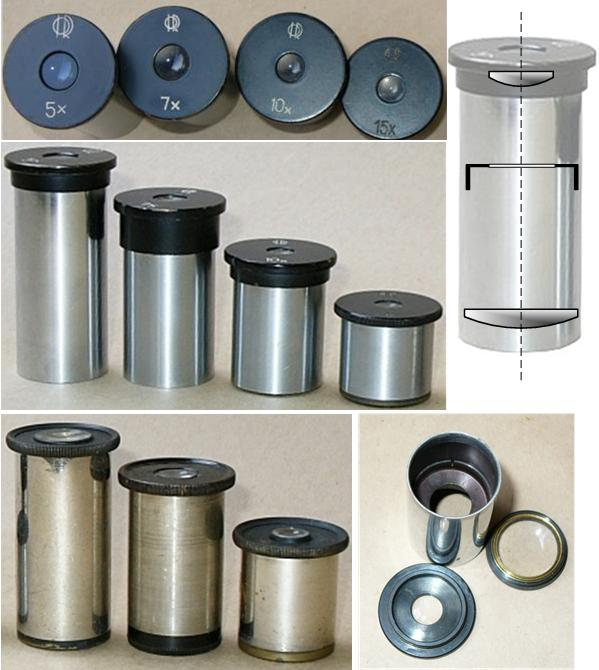
Окуляры микроскопа
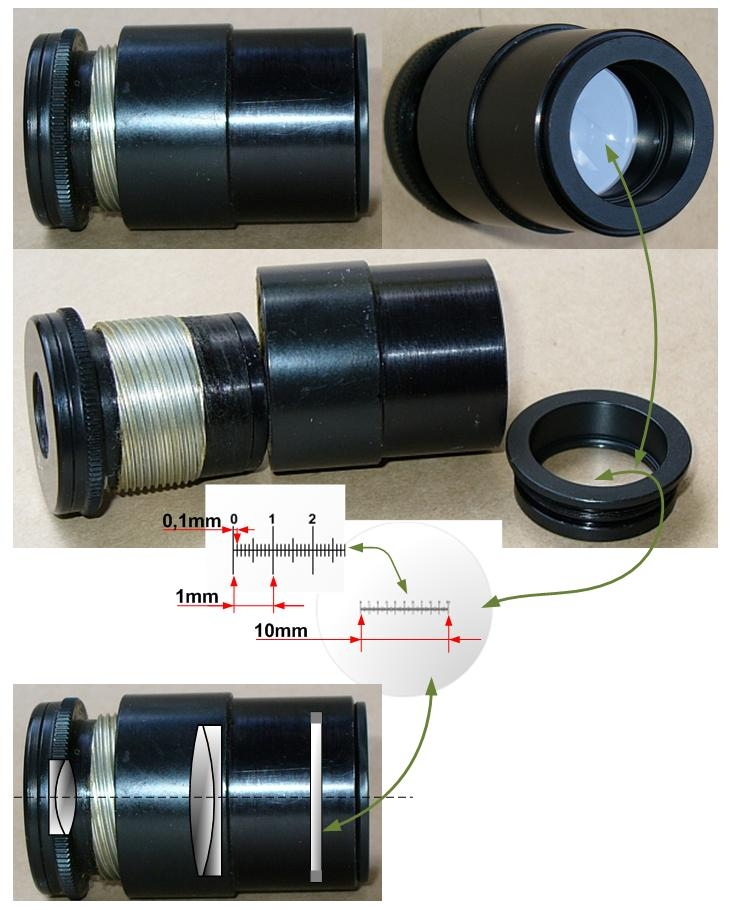
Окуляры с микрометрической шкалой
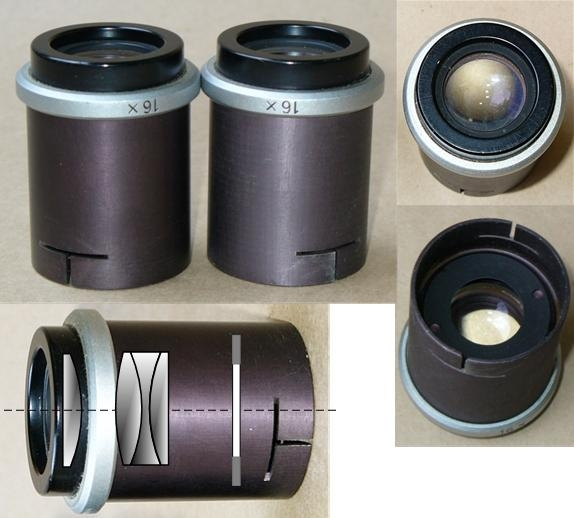
Окуляры стереомикроскопа
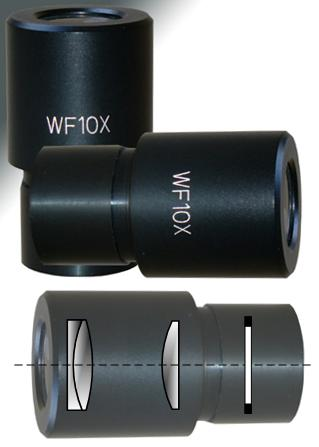
Окуляры микроскопа
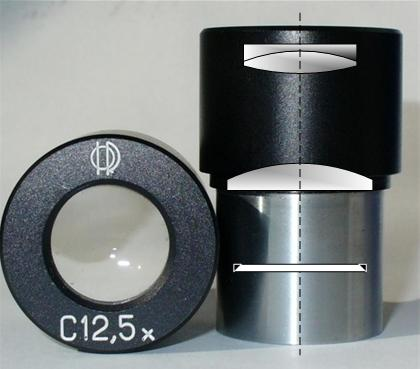
Окуляры микроскопа

## Узлы и механизмы оптического микроскопа

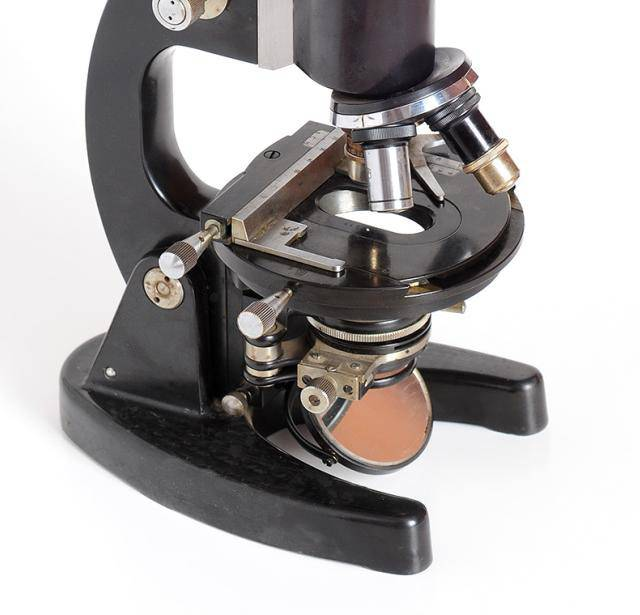
Предметный столик с препаратоводителем
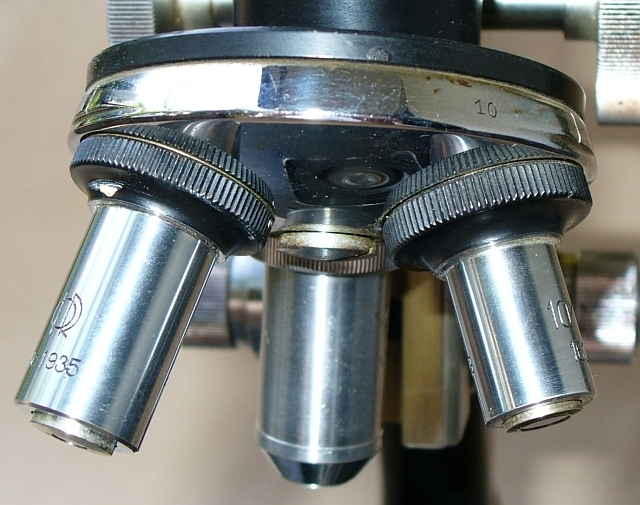
Револьвер с объективами
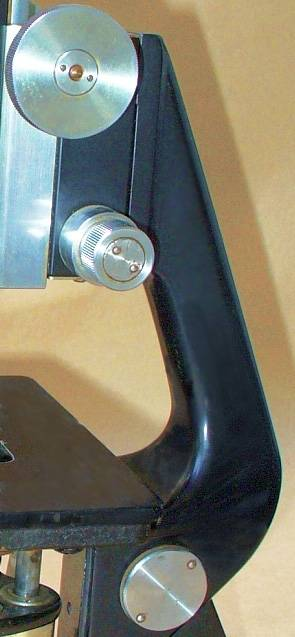
Макро- и микровинт
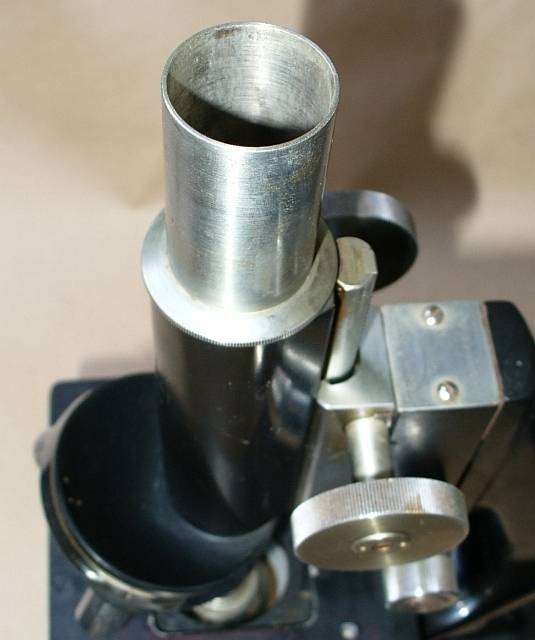
Тубус микроскопа без окуляра
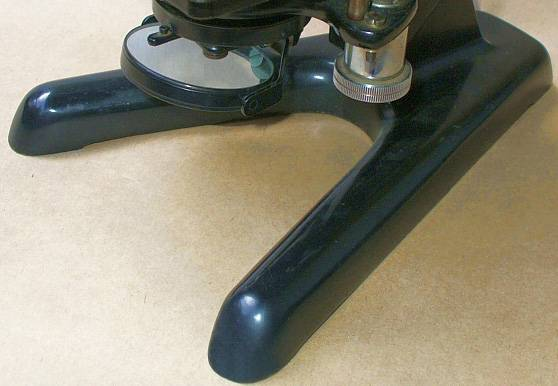
Станина, отражающее зеркало
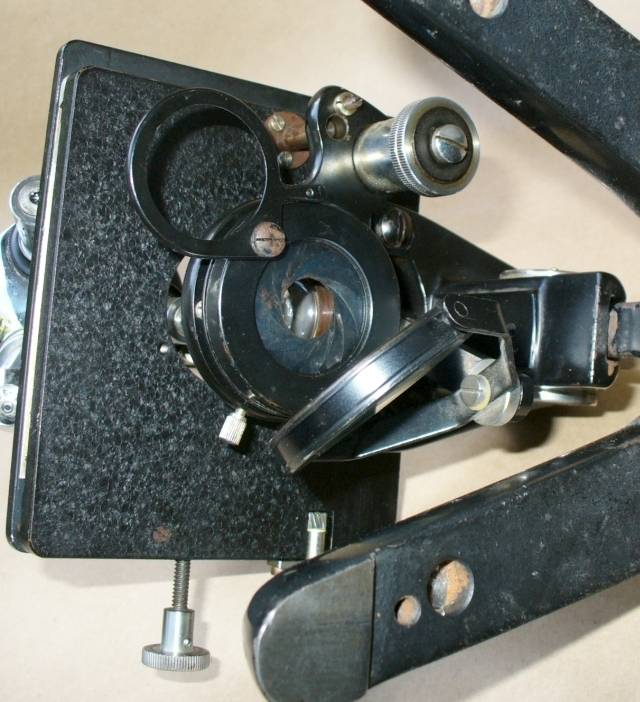
Предметный столик снизу — конденсор, ножки станины
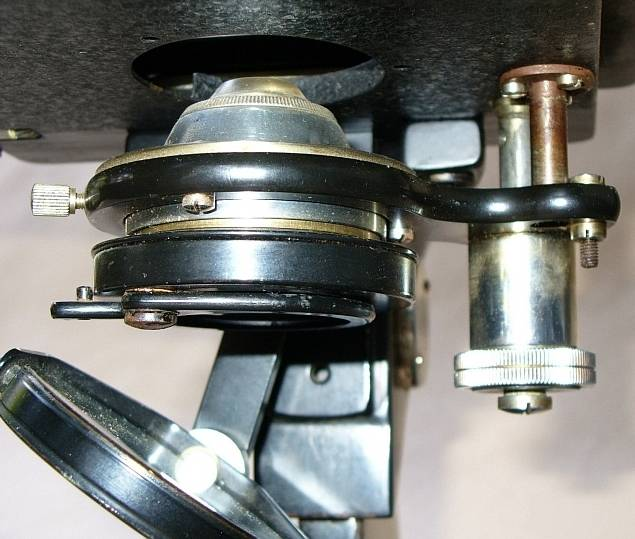
Отражающее зеркало под конденсором
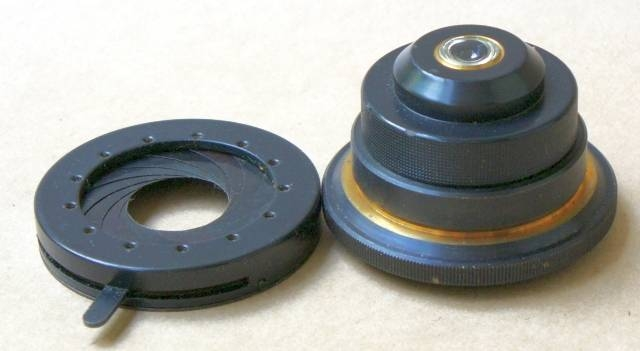
Диафрагма и конденсор
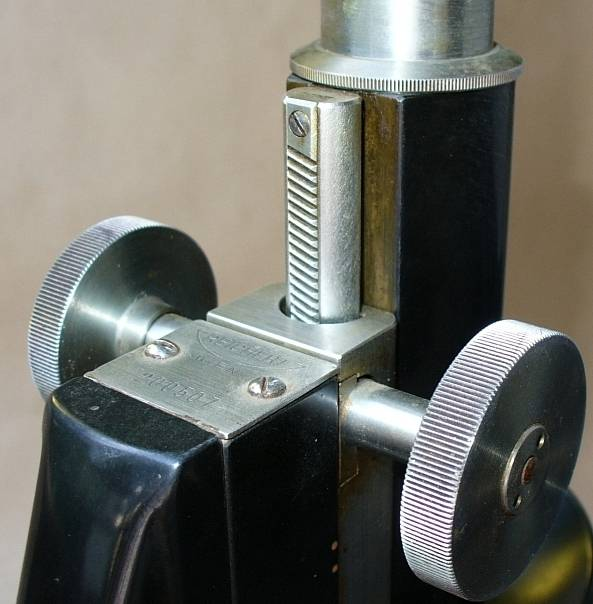
Макровинт
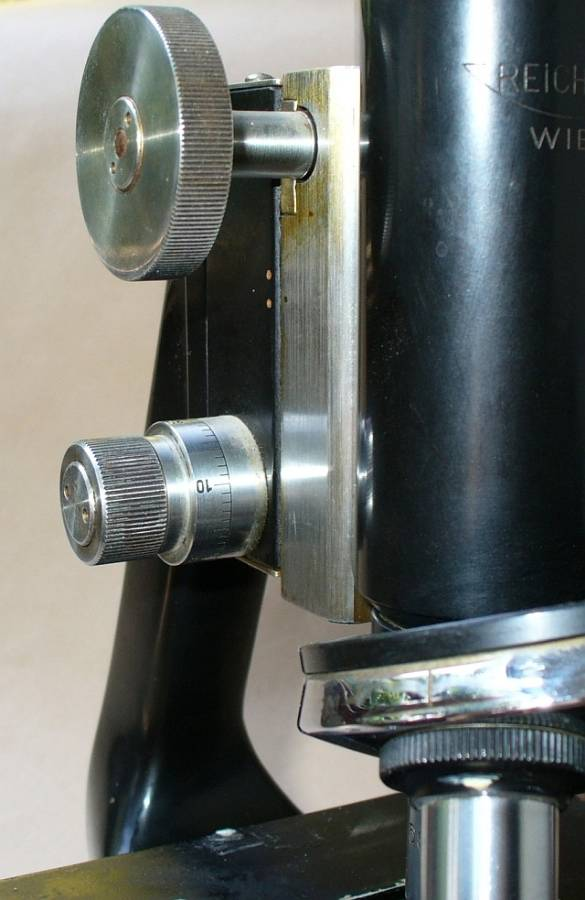
Макро- и микровинт
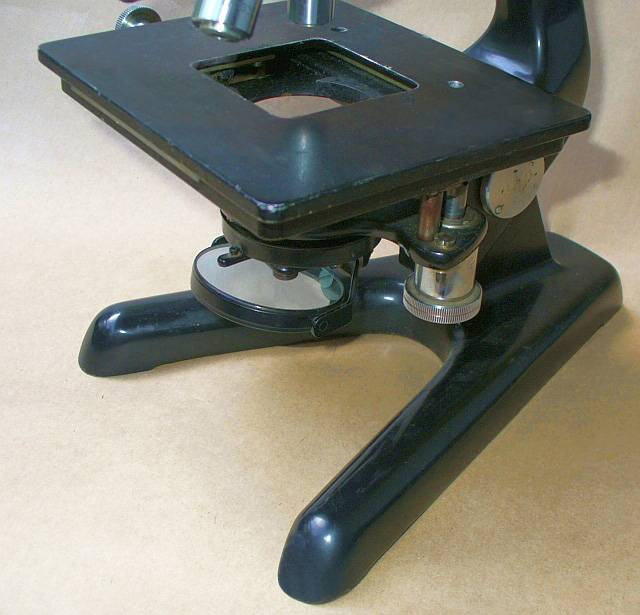
Предметный столик